# Newfields
Newfields es un pueblo ubicado en el condado de Rockingham en el estado estadounidense de Nuevo Hampshire. En el Censo de 2010 tenía una población de 1.680 habitantes y una densidad poblacional de 89,4 personas por km².

## Geografía
Newfields se encuentra ubicado en las coordenadas 43°2′19″N 70°58′5″O / 43.03861, -70.96806. Según la Oficina del Censo de los Estados Unidos, Newfields tiene una superficie total de 18.79 km², de la cual 18.38 km² corresponden a tierra firme y (2.22%) 0.42 km² es agua.

## Demografía
Según el censo de 2010, había 1.680 personas residiendo en Newfields. La densidad de población era de 89,4 hab./km². De los 1.680 habitantes, Newfields estaba compuesto por el 97.5% blancos, el 0.36% eran afroamericanos, el 0.12% eran amerindios, el 1.01% eran asiáticos, el 0% eran isleños del Pacífico, el 0.42% eran de otras razas y el 0.6% pertenecían a dos o más razas. Del total de la población el 1.31% eran hispanos o latinos de cualquier raza.